# Đorđe Rakić
Đorđe Rakić (Belgrado, Serbia, 31 de octubre de 1985) es un exfutbolista serbio que jugaba de delantero.
Se retiró al finalizar la temporada 2019-20 y se unió al cuerpo técnico del N. K. Lokomotiva, su último equipo como futbolista.

## Selección nacional
Ha sido internacional con la selección de fútbol sub-21 de Serbia.

## Clubes
| Club                      | País     | Año       |
| ------------------------- | -------- | --------- |
| F. K. Radnički Kragujevac | Serbia   | 2003-2005 |
| O. F. K. Belgrado         | Serbia   | 2006-2007 |
| Red Bull Salzburgo        | Austria  | 2007-2010 |
| Reggina Calcio (cedido)   | Italia   | 2008-2009 |
| TSV 1860 Munich (cedido)  | Alemania | 2010      |
| TSV 1860 Munich           | Alemania | 2010-2012 |
| Al-Gharafa S. C.          | Catar    | 2012-2013 |
| Al-Arabi S. C.            | Catar    | 2013      |
| Estrella Roja             | Serbia   | 2013-2015 |
| Qingdao Huanghai          | China    | 2015-2018 |
| Zhejiang Greentown F. C.  | China    | 2018      |
| N. K. Lokomotiva          | Croacia  | 2019      |
| Kalamata F. C.            | Grecia   | 2019      |
| N. K. Lokomotiva          | Croacia  | 2020      |

## Palmarés

### Títulos nacionales
| Título              | Club          | País   | Año  |
| ------------------- | ------------- | ------ | ---- |
| Superliga de Serbia | Estrella Roja | Serbia | 2014 |